# Windows 10
Windows 10 je naslednik Microsoftovega operacijskega sistema Windows 8.1. Namenjen namiznim, prenosnim, tabličnim in all-in-one računalnikom. Izdaja pa je pripravljena tudi za telefone. Izdan je bil 29. julija 2015.
Operacijski sistem bo na voljo za brezplačno nadgradnjo brezplačno vsem, ki imajo že prednaložen Windows 7 ali 8.1, in sicer do 28. julija 2016, ko se izteče eno leto možnosti brezplačne nadgradnje. Po tem datumu bodo licence Windows 10, tako kot predhodne plačljive. V primeru, da ste v tem času opravili brezplačno nadgradnjo je licenca stalna in za ves čas trajanja naprave na kateri je nameščen OS brezplačna.  Licence RT in enterprise so izključene iz brezplačne nadgradnje. Windows 10 se sedaj prodaja tudi na USB ključih.  

## Novosti
Med najbolj pomembne novosti novega operacijskega sistema spadajo:
- Microsoft Edge - nov spletni brskalnik, ki bo nadomestil Internet Explorer.
- Cortana - digitalna asistentka, ki uporabnikom omogoča upravljanje z uporabo glasovnih in tekstovnih ukazov (trenutno še ni na voljo v slovenščini).
- Hello - vpis s prepoznavanjem prstnega odtisa ali obraza.
- PowerShell - ukazna vrstica, ki je bila na vseh prejšnjih različicah Windowsa (izjema Windows 8 in 8.1).
- Virtualna namizja.
- Tablet mode ( tablični način ), ki poskrbi za boljšo uporabniško izkušnjo na tablicah z prilagoditvijo grafičnega vmesnika, tako da je ta bolj prijazen za naprave z zaslonom na dotik.
- Univerzalne aplikacije, ki bodo tekle tako na namiznih in prenosnih računalnikih kot tudi na telefonu (takrat se uporabniški vmesnik prilagodi vendar aplikacija izgleda enako na vseh napravah).
- Meni Start - kombinacija ploščic in menija Start sistema Windows 7

## Sistemske zahteve
Priporočene sistemske zahteve:
- Procesor: 1 GHz ali boljši, lahko tudi sistem SoC
- RAM: 1 GB za 32-bitno različico, 2 GB za 64-bitno različico
- Trdi disk: 16 GB za 32-bitno različico, 20 GB za 64-bitno različico
- Grafična kartica:  DirectX 9.0 ali boljša z gonilnikom WDDM 1.0
- Zaslon: 800 x 600 ali več[4]

## Različice
Windows 10 je izšel v 4 glavnih različicah:
- Home - za domačo rabo
- Pro - za poslovne uporabnike
- Enterprise - za strežnike
- Education - za vzgojne ustanove[5]